# Lista odcinków serialu Magazyn 13
Poniżej znajduje się lista odcinków serialu telewizyjnego Magazyn 13 – emitowanego przez amerykańską stację telewizyjną  SyFy od 7 lipca 2009 roku do 19 maja 2014 roku. Łącznie powstało 5 sezonów,64 odcinków W Polsce serial jest emitowany od 13 października 2010 roku przez stację SciFi Universal.
| Sezon | Sezon | Odcinki | Premiera sezonu  | Finał sezonu     | Premiera             | Finał             | Wydanie DVD     | Wydanie DVD          | Wydanie DVD   |
| Sezon | Sezon | Odcinki | Premiera sezonu  | Finał sezonu     | Premiera             | Finał             | Region 1        | Region 2             | Region 4      |
| ----- | ----- | ------- | ---------------- | ---------------- | -------------------- | ----------------- | --------------- | -------------------- | ------------- |
|       | 1     | 12      | 7 lipca 2009     | 22 września 2009 | 13 października 2010 | 29 grudnia 2010   | 29 czerwca 2010 | 22 czerwca 2010      | 2 marca 2011  |
|       | 2     | 13      | 6 lipca 2010     | 7 grudnia 2010   | 5 września 2011      | 28 listopada 2011 | 28 czerwca 2011 | 5 lipca 2011         | 4 lipca 2012  |
|       | 3     | 13      | 11 lipca 2011    | 6 grudnia 2011   | 3 września 2012      | 19 listopada 2012 | 10 lipca 2012   | 17 września 2012     | 11 lipca 2013 |
|       | 4     | 20      | 23 lipca 2012    | 8 lipca 2013     | 18 czerwca 2014      | 20 sierpnia 2014  | 9 lipca 2013    | 14 października 2013 | brak danych   |
|       | 5     | 6       | 14 kwietnia 2014 | 19 maja 2014     | 27 sierpnia 2014     | 10 września 2014  | 20 maja 2014    | brak danych          | brak danych   |

## Sezon 1 (2009)
| Nr | #  | Tytuł      | Polski tytuł | Reżyseria          | Scenariusz                             | Premiera SyFy    | Premiera SciFi Universal |
| -- | -- | ---------- | ------------ | ------------------ | -------------------------------------- | ---------------- | ------------------------ |
| 1  | 1  | Pilot      | Pilot        | Jace Alexander     | Brent Mote Jane Espenson David Simkins | 7 lipca 2009     | 13 października 2010     |
| 2  | 2  | Resonance  | Rezonans     | Vincent Misiano    | David Simkins                          | 14 lipca 2009    | 20 października 2010     |
| 3  | 3  | Magnetism  | Magnetyzm    | Jace Alexander     | Jack Kenny                             | 21 lipca 2009    | 27 października 2010     |
| 4  | 4  | Claudia    | Klaudia      | Stephen Surjik     | Drew Z. Greenberg                      | 28 lipca 2009    | 3 listopada 2010         |
| 5  | 5  | Elements   | Żywioły      | Ken Girotti        | Dana Baratta Jack Kenny David Simkins  | 4 sierpnia 2009  | 10 listopada 2010        |
| 6  | 6  | Burnout    | Wypalenie    | Constantine Makris | Matthew Federman Stephen Scaia         | 11 sierpnia 2009 | 17 listopada 2010        |
| 7  | 7  | Implosion  | Implozja     | Vincent Misiano    | Bob Goodman                            | 18 sierpnia 2009 | 24 listopada 2010        |
| 8  | 8  | Duped      | Nabrani      | Michael W. Watkins | Ben Raab Deric A. Hughes               | 25 sierpnia 2009 | 1 grudnia 2010           |
| 9  | 9  | Regrets    | Przeprosiny  | Michael W. Watkins | Tamara Becher                          | 1 września 2009  | 8 grudnia 2010           |
| 10 | 10 | Breakdown  | Awaria       | Eric Laneuville    | Michael P. Fox Ian Stokes              | 8 września 2009  | 15 grudnia 2010          |
| 11 | 11 | Nevermore  | Nigdy więcej | Tawnia McKiernan   | David Simkins                          | 15 września 2009 | 22 grudnia 2010          |
| 12 | 12 | MacPherson |              | Stephen Surjik     | Jack Kenny                             | 22 września 2009 | 29 grudnia 2010          |

## Sezon 2 (2010)
| Nr | #  | Tytuł              | Polski tytuł        | Reżyseria          | Scenariusz                         | Premiera SyFy    | Premiera SciFi Universal |
| -- | -- | ------------------ | ------------------- | ------------------ | ---------------------------------- | ---------------- | ------------------------ |
| 13 | 1  | Time Will Tell     | Ten moment          | Stephen Surjik     | Jack Kenny                         | 6 lipca 2010     | 5 września 2011          |
| 14 | 2  | Mild Mannered      | Łagodny jak baranek | Constantine Makris | Benjamin Raab Deric A. Hughes      | 13 lipca 2010    | 12 września 2011         |
| 15 | 3  | Beyond Our Control | Poza kontrolą       | Constantine Makris | David Simkins                      | 20 lipca 2010    | 19 września 2011         |
| 16 | 4  | Age Before Beauty  | Wiek przed urodą    | Tawnia McKiernan   | Andrew Kreisberg                   | 27 lipca 2010    | 26 września 2011         |
| 17 | 5  | 13.1               | 13.1                | Chris Fisher       | Ian Stokes                         | 3 sierpnia 2010  | 3 października 2011      |
| 18 | 6  | Around the Bend    | Zakręt              | Tawnia McKiernan   | Bob                                | 10 sierpnia 2010 | 10 października 2011     |
| 19 | 7  | For the Team       | Dla drużyny         | Tawnia McKiernan   | Drew Z. Greenberg                  | 17 sierpnia 2010 | 17 października 2011     |
| 20 | 8  | Merge with Caution | Wszystko umiera     | Anton Cropper      | Nell Scovell                       | 24 sierpnia 2010 | 24 października 2011     |
| 21 | 9  | Vendetta           | Wandetta            | Matt Earl Beesley  | Michael P. Fox                     | 31 sierpnia 2010 | 31 października 2011     |
| 22 | 10 | Where and When     | Kiedy i gdzie       | Stephen Cragg      | Drew Z. Greenberg Andrew Kreisberg | 7 września 2010  | 7 listopada 2011         |
| 23 | 11 | Buried (Part 1)    | Pogrzebani          | Stephen Surjik     | Robyn Adams & Mike Johnson         | 14 września 2010 | 14 listopada 2011        |
| 24 | 12 | Reset(Part 2)      | Reset               | Constantine Makris | Jack Kenny Nell Scovell            | 21 września 2010 | 21 listopada 2011        |
| 25 | 13 | Secret Santa       | Tajny Mikołaj       | Jack Kenny         | Bob Goodman                        | 7 grudnia 2010   | 28 listopada 2011        |

## Sezon 3 (2011)
| Nr | #  | Tytuł                 | Polski tytuł            | Reżyseria          | Scenariusz                         | Premiera SyFy       | Premiera SciFi Universal |
| -- | -- | --------------------- | ----------------------- | ------------------ | ---------------------------------- | ------------------- | ------------------------ |
| 26 | 1  | The New Guy           | Nowy                    | Stephen Surjik     | Jack Kenny                         | 11 lipca 2011       | 3 września 2012          |
| 27 | 2  | Trials                | Próba                   | Constantine Makris | Drew Z. Greenberg                  | 18 lipca 2011       | 3 września 2012          |
| 28 | 3  | Love Sick             | Zakochany               | Tawnia McKiernan   | Andrew Kreisberg                   | 25 lipca 2011       | 10 września 2012         |
| 29 | 4  | Queen for a Day       | Królowa jednego balu    | Jeremiah Chechik   | Holly Harold                       | 1 sierpnia 2011     | 17 września 2012         |
| 30 | 5  | 3… 2… 1…              | 3… 2… 1…                | Chris Fisher       | Bob Goodman                        | 8 sierpnia 2011     | 24 września 2012         |
| 31 | 6  | Don't Hate the Player | ?                       | Chris Fisher       | Ian Stokes                         | 15 sierpnia 2011    | 1 października 2012      |
| 32 | 7  | Past Imperfect        | Niedoskonała przeszłość | Tawnia McKiernan   | Nell Scovell                       | 22 sierpnia 2011    | 8 października 2012      |
| 33 | 8  | The 40th Floor        | Czterdzieste piętro     | Chris Fisher       | Benjamin Raab Deric A. Hughes      | 29 sierpnia 2011    | 15 października 2012     |
| 34 | 9  | Shadows               | Cienie                  | Tawnia McKiernan   | Bob Goodman & Holly Harold         | 12 września 2011    | 22 października 2012     |
| 35 | 10 | Insatiable            | Nienasycenie            | Constantine Makris | Benjamin Raab Deric A. Hughes      | 19 września 2011    | 29 października 2012     |
| 36 | 11 | Emily Lake (Part 1)   | Emily Lake              | Millicent Shelton  | Nell Scovell Ian Stokes            | 3 października 2011 | 5 listopada 2012         |
| 37 | 12 | Stand(Part 2)         | Powstań                 | Stephen Surjik     | Andrew Kreisberg Drew Z. Greenberg | 3 października 2011 | 12 listopada 2012        |
| 38 | 13 | The Greatest Gift     | Najlepszy prezent       | Jack Kenny         | Mike Johnson John-Paul Nickel      | 6 grudnia 2011      | 19 listopada 2012        |

## Sezon 4 (2012-2013)
| Nr | #  | Tytuł                     | Polski tytuł                | Reżyseria          | Scenariusz                    | Premiera SyFy       | Premiera SciFi Universal |
| -- | -- | ------------------------- | --------------------------- | ------------------ | ----------------------------- | ------------------- | ------------------------ |
| 39 | 1  | A New Hope                | Nowa nadzieja               | Chris Fisher       | Jack Kenny                    | 23 lipca 2012       | 18 czerwca 2014          |
| 40 | 2  | An Evil Within            | Ukryte zło                  | Constantine Makris | Holly Harold                  | 30 lipca 2012       | 18 czerwca 2014          |
| 41 | 3  | Personal Effects          | Sprawy osobiste             | Andrew Seklir      | Ian Stokes                    | 6 sierpnia 2012     | 25 czerwca 2014          |
| 42 | 4  | There's Always a Downside | Zawsze jest jakieś ale      | Constantine Makris | Drew Z. Greenberg             | 13 sierpnia 2012    | 25 czerwca 2014          |
| 43 | 5  | No Pain, No Gain          | Bez pracy nie ma kołaczy    | Jay Chandrasekhar  | Nell Scovell                  | 20 sierpnia 2012    | 2 lipca 2014             |
| 44 | 6  | Fractures                 | Załamanie                   | Chris Fisher       | Benjamin Raab Deric A. Hughes | 27 sierpnia 2012    | 2 lipca 2014             |
| 45 | 7  | Endless Wonder            | Wieczne szczęście           | Michael McMurray   | Bob Goodman                   | 10 września 2012    | 9 lipca 2014             |
| 46 | 8  | Second Chance             | Druga szansa                | Constantine Makris | Diego Gutierrez               | 17 września 2012    | 9 lipca 2014             |
| 47 | 9  | The Ones You Love         | Ci, których kochasz         | Howie Deutch       | Nell Scovell                  | 24 września 2012    | 16 lipca 2014            |
| 48 | 10 | We All Fall Down          | Wszystkich nas czeka upadek | Chris Fisher       | Holly Harold                  | 1 października 2012 | 16 lipca 2014            |
| 49 | 11 | The Living and the Dead   | Żywi i umarli               | Millicent Shelton  | Drew Z. Greenberg             | 29 kwietnia 2013    | 23 lipca 2014            |
| 50 | 12 | Parks and Rehabilitation  | Zbrodnia i rehabilitacja    | Larry Teng         | Ian Stokes                    | 6 maja 2013         | 23 lipca 2014            |
| 51 | 13 | The Big Snag              | Wielki przekręt             | Chris Fisher       | John-Paul Nickel              | 13 maja 2013        | 30 lipca 2014            |
| 52 | 14 | The Sky's the Limit       | Niebo jest granicą          | Jack Kenny         | Michael Jones-Morales         | 20 maja 2013        | 30 lipca 2014            |
| 53 | 15 | Instinct                  | Instynkt                    | Jennifer Lynch     | Bob Goodman                   | 3 czerwca 2013      | 6 sierpnia 2014          |
| 54 | 16 | Runaway                   | Ucieczka                    | Matthew Hastings   | Ian D. Maddox Marque Franklin | 10 czerwca 2013     | 6 sierpnia 2014          |
| 55 | 17 | What Matters Most         | To co najważniejsze         | Chris Fisher       | Diego Gutierrez               | 17 czerwca 2013     | 13 sierpnia 2014         |
| 56 | 18 | Lost & Found              | Zgubione, znalezione        | Howie Deutch       | Benjamin Raab Deric A. Hughes | 24 czerwca 2013     | 13 sierpnia 2014         |
| 57 | 19 | All the Time in the World | Cała wieczność              | Chris Fisher       | Holly Harold                  | 1 lipca 2013        | 20 sierpnia 2014         |
| 58 | 20 | The Truth Hurts           | Prawda boli                 | Jack Kenny         | Drew Z. Greenberg             | 8 lipca 2013        | 20 sierpnia 2014         |

## Sezon 5 (2014)
| Nr | # | Tytuł               | Polski tytuł      | Reżyseria             | Scenariusz                    | Premiera SyFy    | Premiera SciFi Universal |
| -- | - | ------------------- | ----------------- | --------------------- | ----------------------------- | ---------------- | ------------------------ |
| 59 | 1 | Endless Terror      | Bezkresny strach  | Jack Kenny            | Jack Kenny                    | 14 kwietnia 2014 | 27 sierpnia 2014         |
| 60 | 2 | Secret Services     | Tajne służby      | Robert Duncan McNeill | Bob Goodman                   | 21 kwietnia 2014 | 27 sierpnia 2014         |
| 61 | 3 | A Faire to Remember | Pamiętny jarmark  | Matt Birman           | Holly Harold                  | 28 kwietnia 2014 | 3 września 2014          |
| 62 | 4 | Savage Seduction    | Dzikie uwiedzenie | Jack Kenny            | Diego Gutierrez               | 5 maja 2014      | 3 września 2014          |
| 63 | 5 | Cangku Shisi        | Cangku Shisi      | Michael McMurray      | Benjamin Raab Deric A. Hughes | 12 maja 2014     | 10 września 2014         |
| 64 | 6 | Endless             | Bezkres           | Jack Kenny            | John-Paul Nickel              | 19 maja 2014     | 10 września 2014         |